# NGC 4763
NGC 4763 é uma galáxia espiral barrada (SBa) localizada na direcção da constelação de Corvus. Possui uma declinação de -17° 00' 21" e uma ascensão recta de 12 horas, 53 minutos e 27,1 segundos.
A galáxia NGC 4763 foi descoberta em 31 de Dezembro de 1785 por William Herschel.